# 賴家妖怪
賴家妖怪，是台灣民間傳說中的妖怪，擁有畸形的身體，長期盤據在新竹芎林的村人賴用招家裡。

## 傳說
日治時期，在新竹廳芎林庄（今芎林鄉）的賴用招家裡，長期有妖怪作祟，就算家人請來道士幫忙作法也沒有起效，直到1909年七月的盂蘭盆會時，有車鼓隊路過他們家門口，讓妖怪受驚，突然先後變成白兔、白猿、最後變成有著貓頭、狐身、虎尾、人目的妖怪，還口出類似人話的叫聲，賴用招的妻子立刻用棍棒打牠，妖怪因此死亡。